# 野村工務店
株式会社野村工務店は、大阪府交野市に本社を置く、ハウスメーカーである。

## 概要
大阪・京都・兵庫など関西圏を中心に展開しており、主に注文建築・分譲住宅などの新築工事・増改築工事、マンション施工・管理を行なっている。
- 建設業許可番号 大阪府知事（特-23）第081476号、一級建築士事務　大阪府知事登録（ハ）第16863号。

## 沿革
- 1969年（昭和44年） 6月 - 株式会社 野村工務店　創立
- 1999年（平成11年） - 第45回大阪建築コンクールにて知事賞受賞[2]
- 2000年（平成12年） 1月 - 全国宅地建物取引業保証協会会員　宅建免許番号  国土交通大臣（３）第5973号取得[3]
- 2000年（平成12年） 4月 - 国際標準化機構ISO 9001取得[4]
- 2002年 （平成14年）10月 - 国際標準化機構ISO 14001取得[5]
- 2009年 （平成21年） 9月 - プライバシーマーク取得[6]